# トゥーリン
トゥーリン・トゥランバール（Túrin Turambar、太陽の時代463年-498年）は、J.R.R.トールキンの小説『シルマリルの物語』の登場人物。「ナルン・イ・ヒーン・フーリン」すなわち「フーリンの子らの物語」の主人公で、悲劇の運命をたどる。設定や物語の展開にはヴォルスンガ・サガのシグルズ、ギリシア神話のオイディプース、カレワラのクッレルヴォの影響が見られる。
父はフーリン、母はモルウェン。妹にラライスとニエノール。

## 別名
- ネイサン（Neithan、「不当なる扱いを受けたる者」の意）
- ゴルソル（Gorthol、「恐るべき兜」の意）
- アガルワイン（Agarwaen、「血に汚れたるもの」の意）
- アダンエゼル（Adanedhel、「エルフ人間」の意）
- モルメギル（Mormegil、「黒い剣」の意）
- 森野人
- トゥランバール（Turambar、「運命の支配者」の意）
- ダグニア・グラウルンガ（Dagnir Glaurunga、「グラウルング殺し」の意）

## 生涯

### シンゴルの養子
ドル＝ローミンに生まれたトゥーリンは、そこで幼少時代を過ごした。ニアナイス・アルノイディアド後、モルゴスによって東夷たちがヒスルムに送り込まれ、彼らはハドルの一族の人々を虐げた。モルウェンを恐れていた彼らは彼女の家族には手を出そうとしなかったが、彼女は彼らがトゥーリンを奴隷とすることを恐れてドリアスへ送った。シンゴル王はトゥーリンの父フーリンに敬意を表し、トゥーリンを養子にした。彼は九年間メネグロスに住まったあと、ドリアス国境の警備につき、弓の名手ベレグの戦友となった。メネグロスに戻ってきた際、彼の栄誉を嫉むナンドールエルフのサイロスは彼を侮辱し、杯を投げつけられた。翌日サイロスは武装して彼を待ち伏せるが、打ち負かされて逃げ出し転落死した。トゥーリンは捕われの身となるのを恐れて裁きを拒否し、メリアンの魔法帯をぬけてシリオンの西の無法者たちに加わった。その後、彼らの首領となってネイサン（不当に扱われたる者）を名乗った。

### ベレグの死
これを知ったシンゴルは彼を赦し、ベレグを使いにやって戻るように何度も説得させた。トゥーリンは戻らなかったが、ベレグは彼の許についに留まった。トゥーリンが龍の兜をつけたことで噂が流れ、多くの者が2人のもとに集まった。トゥーリンはゴルソルと名乗り、この一帯は「ドル＝クゥーアルソル」、「弓と兜の国」と呼ばれ、その名は広くに知れ渡った。しかし、モルゴスはフーリンの息子の存在を知り、オークに襲わせた。小ドワーフのミームの裏切りと手引きによる奇襲によって仲間のほとんどは死に、トゥーリンは生け捕りにされた。
仲間はほぼ全滅したが、ベレグはエルフとしても特に頑健であったために死ななかった。彼はトゥーリンを救出したが、ベレグがシンゴルから賜った剣アングラヘルを使ってトゥーリンの足枷を切る際にトゥーリンの足に当たったため、トゥーリンは目を覚まし、ベレグを敵と間違ってアングラヘルを奪って切り殺してしまった。

### モルメギル
トゥーリンはナルゴスロンドへ行きオロドレスに仕え、ウーマルスの息子アガルワイン（凶運の息子、血に汚れたるもの）を名乗った。彼の美しさゆえにアダンエゼル（「エルフ人間」の意）とも呼ばれた。刀鍛冶たちによってアングラヘルは鍛えなおされ、グアサング（gurthang、「死の鉄剣」「死の斬鉄」の意）と名づけられた。国境の戦いでの活躍で、グアサングの刀身の黒色からモルメギルと呼ばれた。
あるとき、ゲルミアとアルミナスの２人がウルモの警告を伝えに来たが、トゥーリンは自尊心の強さから耳を貸そうとせず堂々と表に出て戦うことを望んだ。その後、モルゴスは大軍を送ってきた。ナルゴスロンドの戦士はウルモの警告に背いて出撃した。しかし、モルゴスの軍勢は予想を遥かに上回っていて、ナルゴスロンドの軍勢は敗走した。トゥーリンは急ぎナルゴスロンドに救いに戻ったが、龍のグラウルングに惑わされて母と妹がいるドル＝ローミンへ向かってしまう。

### トゥランバールとニーニエル
トゥーリンはニエノールとモルウェンを追ってドル＝ローミンに着いたが、既に２人はドリアスに逃げ延びていた。この間、彼を慕っていたオロドレスの娘フィンドゥイラスがオークに殺されてしまう。惑わされた事を知った彼は、ブレシルの森に住むようになりトゥランバール（運命の支配者）を名乗った。
一方モルウェンとニエノールは、モルメギルがトゥーリンであること、消息が知れない事を聞くとナルゴスロンドに向かった。しかし、グラウルングの呪いにより、モルウェンは行方不明に、ニエノールは記憶喪失となって森を彷徨った。それをトゥランバールが見つけて、ニーニエル（níniel、涙乙女）と名付け、数年後結婚した。その頃、グラウルングはブレシルにオークを送り込んだ。トゥランバールはグラウルングと戦って倒したが、気を失った。夫を追ってきた身重のニーニエルに対し、死に際のグラウルングは彼が兄である事を教えた。記憶を取り戻したニエノールは川に身を投げ、トゥーリンはグラウルングの呪いが成就した事を知り、グアサングの上にその身を投じて果てた。

## 家系図
| ベオル     | ベオル     | ベオル     | ベオル     | ベオル     | ベオル     |  |  | ハドル     | ハドル     | ハドル     | ハドル     | ハドル     | ハドル     |  |  | ハルミア | ハルミア | ハルミア | ハルミア | ハルミア | ハルミア |          |          |                |          |          |          |          |          |          |          |          |          |  |  |  |  |  |  |  |  |
| ベオル     | ベオル     | ベオル     | ベオル     | ベオル     | ベオル     |  |  | ハドル     | ハドル     | ハドル     | ハドル     | ハドル     | ハドル     |  |  | ハルミア | ハルミア | ハルミア | ハルミア | ハルミア | ハルミア |          |          |                |          |          |          |          |          |          |          |          |          |  |  |  |  |  |  |  |  |
| バラグンド | バラグンド | バラグンド | バラグンド | バラグンド | バラグンド |  |  | ガルドール | ガルドール | ガルドール | ガルドール | ガルドール | ガルドール |  |  | ハレス   | ハレス   | ハレス   | ハレス   | ハレス   | ハレス   |          |          |                |          |          |          |          |          |          |          |          |          |  |  |  |  |  |  |  |  |
| バラグンド | バラグンド | バラグンド | バラグンド | バラグンド | バラグンド |  |  | ガルドール | ガルドール | ガルドール | ガルドール | ガルドール | ガルドール |  |  | ハレス   | ハレス   | ハレス   | ハレス   | ハレス   | ハレス   |          |          |                |          |          |          |          |          |          |          |          |          |  |  |  |  |  |  |  |  |
|            |            |            |            |            |            |  |  |            |            |            |            |            |            |  |  |          |          |          |          |          |          |          |          |                |          |          |          |          |          |          |          |          |          |  |  |  |  |  |  |  |  |
|            |            |            |            |            |            |  |  |            |            |            |            |            |            |  |  |          |          |          |          |          |          |          |          |                |          |          |          |          |          |          |          |          |          |  |  |  |  |  |  |  |  |
| モルウェン | モルウェン | モルウェン | モルウェン | モルウェン | モルウェン |  |  | フーリン   | フーリン   | フーリン   | フーリン   | フーリン   | フーリン   |  |  | フオル   | フオル   | フオル   | フオル   | フオル   | フオル   |          |          | リーアン       | リーアン | リーアン | リーアン | リーアン | リーアン |          |          |          |          |  |  |  |  |  |  |  |  |
| モルウェン | モルウェン | モルウェン | モルウェン | モルウェン | モルウェン |  |  | フーリン   | フーリン   | フーリン   | フーリン   | フーリン   | フーリン   |  |  | フオル   | フオル   | フオル   | フオル   | フオル   | フオル   |          |          | リーアン       | リーアン | リーアン | リーアン | リーアン | リーアン |          |          |          |          |  |  |  |  |  |  |  |  |
|            |            |            |            |            |            |  |  |            |            |            |            |            |            |  |  |          |          |          |          |          |          |          |          |                |          |          |          |          |          |          |          |          |          |  |  |  |  |  |  |  |  |
|            |            |            |            |            |            |  |  |            |            |            |            |            |            |  |  |          |          |          |          |          |          |          |          |                |          |          |          |          |          |          |          |          |          |  |  |  |  |  |  |  |  |
| トゥーリン | トゥーリン | トゥーリン | トゥーリン | トゥーリン | トゥーリン |  |  | ニエノール | ニエノール | ニエノール | ニエノール | ニエノール | ニエノール |  |  |          |          |          |          | トゥオル | トゥオル | トゥオル | トゥオル | トゥオル       | トゥオル |          |          | イドリル | イドリル | イドリル | イドリル | イドリル | イドリル |  |  |  |  |  |  |  |  |
| トゥーリン | トゥーリン | トゥーリン | トゥーリン | トゥーリン | トゥーリン |  |  | ニエノール | ニエノール | ニエノール | ニエノール | ニエノール | ニエノール |  |  |          |          |          |          | トゥオル | トゥオル | トゥオル | トゥオル | トゥオル       | トゥオル |          |          | イドリル | イドリル | イドリル | イドリル | イドリル | イドリル |  |  |  |  |  |  |  |  |
|            |            |            |            |            |            |  |  |            |            |            |            |            |            |  |  |          |          |          |          |          |          |          |          |                |          |          |          |          |          |          |          |          |          |  |  |  |  |  |  |  |  |
|            |            |            |            |            |            |  |  |            |            |            |            |            |            |  |  |          |          |          |          |          |          |          |          | エアレンディル |          |          |          |          |          |          |          |          |          |  |  |  |  |  |  |  |  |

## 註
1. ↑  J.R.R. Tolkien, Humphrey Carpenter, editor, The Letters of J.R.R. Tolkien, Allen and Unwin, 1981, p.150.